# Eaea (Lied)
Eaea ist ein Lied der spanischen Sängerin Blanca Paloma, mit dem sie ihr Heimatland beim Eurovision Song Contest 2023 in Liverpool vertrat.

## Hintergrund
Der Song wurde von Blanca Paloma, José Pablo Polo und Álvaro Tato geschrieben und von José Pablo Polo produziert. Der Titel des Lieds bezieht sich auf eine charakteristische melodische Schlussformel spanischer nanas (Wiegenlieder), wobei bei diesen die Silbenfolge eaea zumeist den Abschluss einer Gesangsstrophe bildet. Im ebenfalls an die Tradition der Nanas angelehnten Liedtext geht es um einen kleinen Jungen, dem die Protagonistin erzählt, dass sie nach ihrem Tod auf dem Mond begraben werden will, damit sie von dort nachts immer auf den Jungen schauen kann.
Die Komposition überrascht durch ihr innovativ wirkendes Klangbild, das zudem durch die Stimmgebung der Interpretin, die sich hier mehr an orientalischen als an spanischen Gesangstraditionen orientiert, eine besondere Färbung erhält. Die Musik verbindet ebenso originell wie gelungen den Rhythmus der aus dem Repertoire des Flamenco stammenden Bulería und eine von den traditionellen nanas der Iberischen Halbinsel inspirierte Melodik mit dem Sound der aktuellen spanischen Popmusik und Begleitstimmen, deren mild dissonierende Schwebungsdiaphonie an die volkstümlichen Mehrstimmigkeit der Balkanhalbinsel erinnert. 
Der Song wurde bereits am 20. Dezember 2022 veröffentlicht. Mit diesem gewann Paloma am 4. Februar 2023 mit 169 Punkten das Benidorm Fest 2023 und setzte sich gegen Konkurrenten wie Favoriten wie Agoney, Fusa Nocta oder Alice Wonder durch. Bereits im Vorjahr hatte sie mit Secreto de agua das Finale erreicht.

## Beim Eurovision Song Contest
Spanien nahm mit dem Titel am 67. Eurovision Song Contest teil, der vom 9. bis 13. Mai 2023 stattfand. Nach dem Debakel Spaniens beim Eurovision Song Contest 1983, bei dem die Sängerin Remedios Amaya mit der Flamenco Rock-Komposition ¿Quién maneja mi barca? auf dem letzten Platz landete, war der Beitrag von 2023 ein ebenso riskanter wie mutiger Versuch, nach vierzig Jahren wieder mit einer stark von Flamenco-Elementen geprägten Komposition bei einem internationalen Wettbewerb anzutreten.  Die Qualität der Komposition vermochte die Jury zu überzeugen und wurde mit 95 Punkten belohnt (Platz 9 der Jurywertung), bei der Zuschauerwertung erhielt Eaea aber nur 5 Punkte und landete damit erneut auf dem letzten Platz. In der Endwertung reichte es dann zum Platz 17 von 26.